# Wyld (cràter)
Wyld és un cràter d'impacte situat a la cara oculta de la Lluna, situat més enllà del terminador oriental. Es troba a la part de la superfície lunar que de vegades es presenta a la vista de la Terra en condicions favorables de libració i il·luminació, però fins i tot llavors el cràter apareix lateralment i no se'n poden observar gaires detalls. Wyld es troba a nord-est d'Hirayama (més gran), i a l'oest de Saha. La seva vora externa nord és tangent al petit cràter Fox.

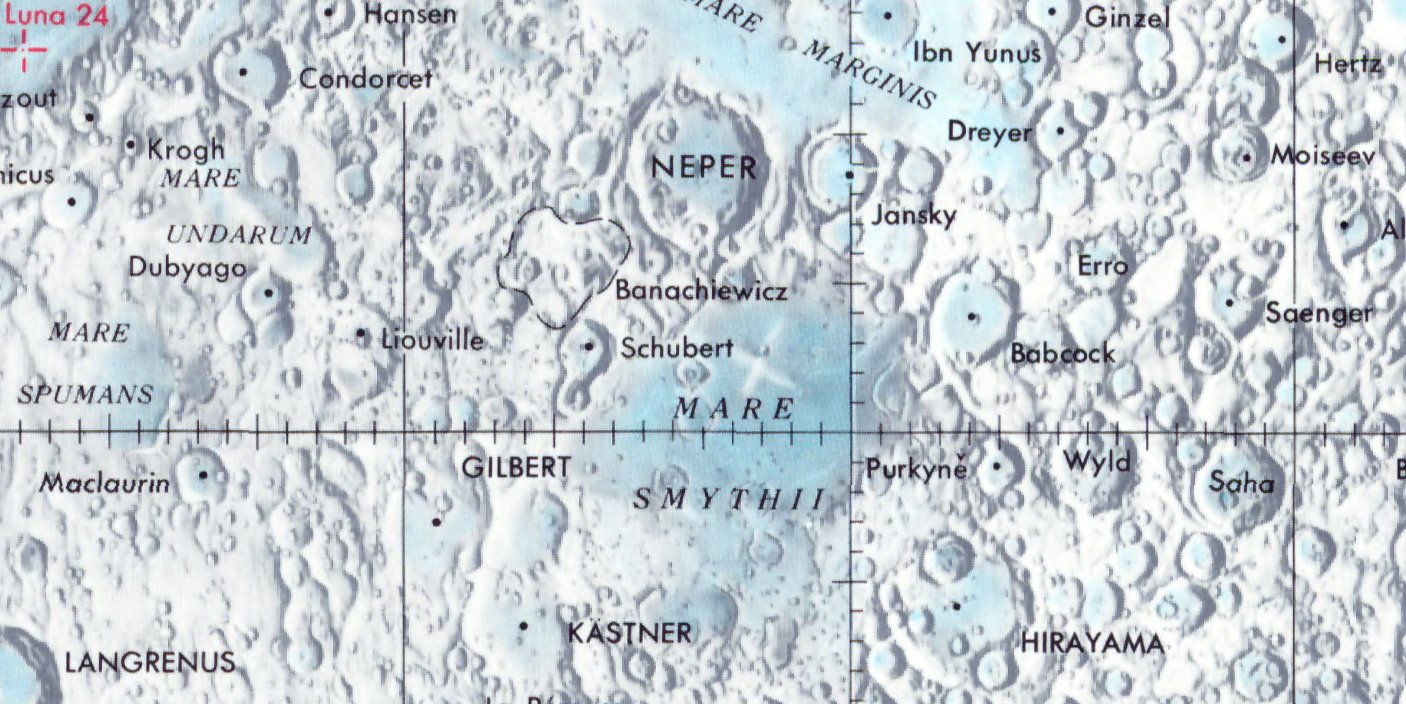
Localització de Wyld (centre de la meitat dreta de la imatge)

És un cràter desgastat i erosionat, amb una vora exterior desigual que és poc més que una cresta aproximadament circular sobre la superfície. A la meitat nord de l'interior del cràter es localitza un parell de cràters fusionats que se superposen parcialment a la vora nord. La resta de l'interior del cràter està marcat per petits impactes.

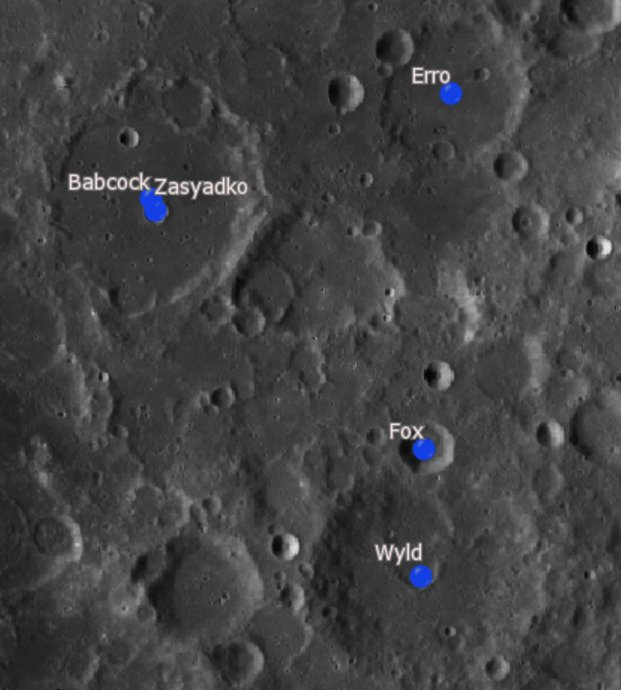
Rodalies de Wyld, amb Fox a la seva vora nord
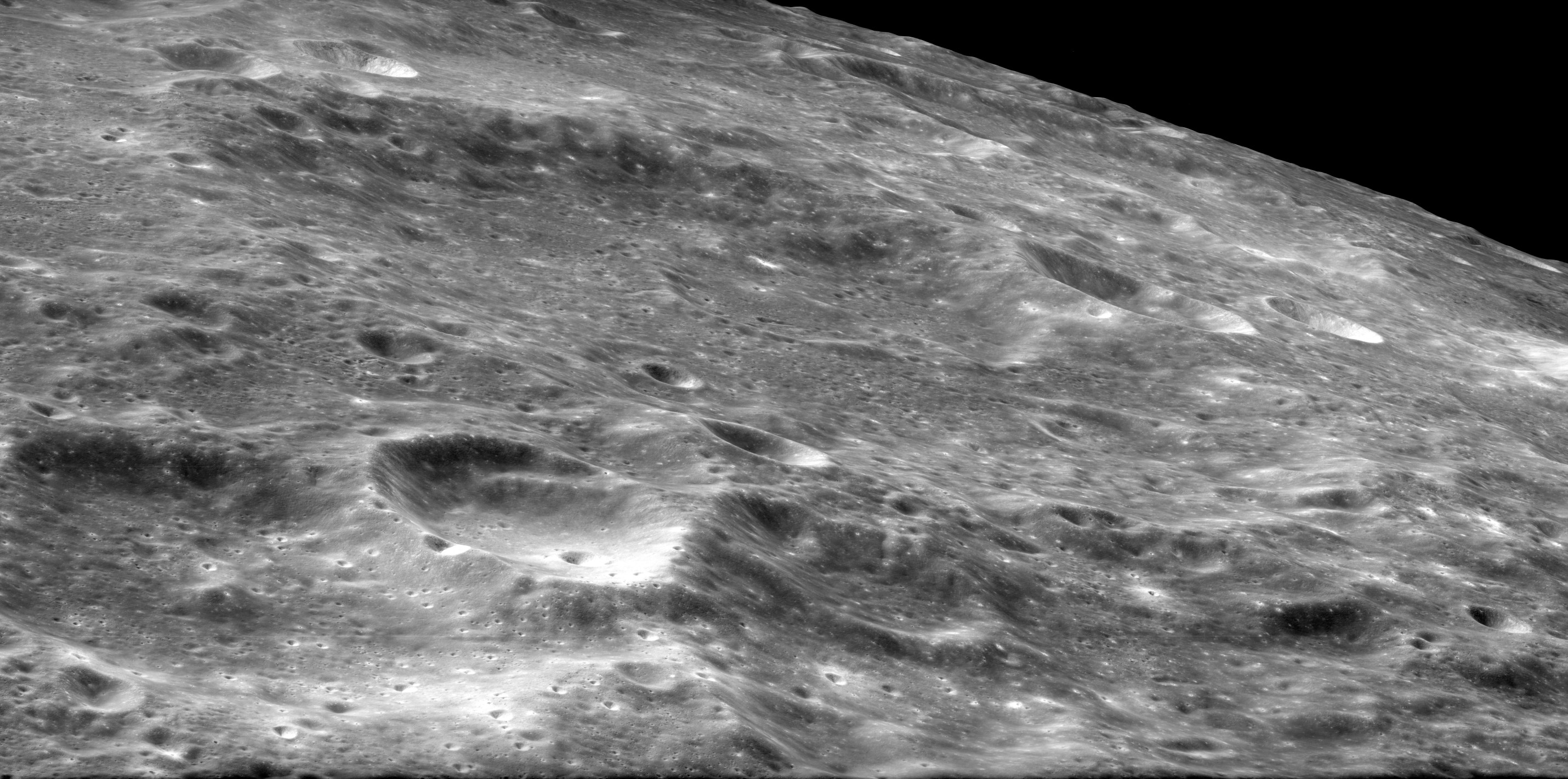
Vista obliqua des de l'Apollo 17

## Cràters satèl·lits
Per convenció aquests elements són identificats en els mapes lunars posant la lletra en el costat del punt central del cràter que està més proper a Wyld.
| Wyld | Coordenades                          | Diàmetre |
| ---- | ------------------------------------ | -------- |
| C    | 0° 42′ N, 100° 30′ E / 0.7°N,100.5°E | 28 km    |
| J    | 3° 48′ S, 99° 24′ E / 3.8°S,99.4°E   | 24 km    |